# أوي زيمارمان
أوي زيمارمان (بالألمانية: Uwe Zimmermann)‏ هو لاعب كرة قدم ومدرب كرة قدم ألماني، ولد في 11 فبراير 1962 في Kronau (Baden) ‏ في ألمانيا. شارك مع منتخب ألمانيا تحت 21 سنة لكرة القدم. أما مع النوادي، فقد لعب مع آينتراخت براونشفايغ وفالدهوف مانهايم وفورتونا كولن ونادي فولفسبورغ.

## وصلات خارجية
- أوي زيمارمان على موقع قاعدة بيانات كرة القدم.إي يو (الإنجليزية)
- أوي زيمارمان على موقع بيانات كرة القدم. دي إي (الألمانية)